# Campeonato Paraguayo de Fútbol 1919
Campeonato Paraguayo del Futbol 1919 fue la decimotercera edición de la Primera División de Paraguay. En esta edición participarían 10 equipos y en esta ocasión el campeón sería nuevamente  Cerro Porteño que levantaría su cuarto título convirtiéndose así en el máximo ganador de la Primera División de Paraguay hasta ese momento, siendo todo un hito, ya que el club se había fundado hace tan solo 7 años atrás.

## Relevo anual de clubes
Esta temporada Marte Atlético quedaría último, con tan solo 5 puntos, teniendo que descender, mientras que el que ascendería iba a ser Club Presidente Hayes que se consagraría campeón de la Segunda División de Paraguay.

## Participantes
- Atlántida Sport Club
- Club Cerro Porteño
- Club Guaraní
- Club Libertad
- Marte Atlético
- Club Nacional
- Club Olimpia
- Club River Plate
- Sastre Sport
- Club Sol de América

## Clasificación Final
| pos. | equipos        | pj | pts. |
| ---- | -------------- | -- | ---- |
| 1    | Cerro Porteño  | ?  | 26   |
| 2    | River Plate    | ?  | 23   |
| 3    | Olimpia        | ?  | 22   |
| 4    | Libertad       | ?  | 21   |
| 5    | Guaraní        | ?  | 21   |
| 6    | Sol de América | ?  | ?    |
| 7    | Nacional       | ?  | 15   |
| 8    | Atlántida      | ?  | 15   |
| 9    | Sport Sastre   | ?  | 9    |
| 10   | Marte Atlético | ?  | 5    |